# Castelverde
Castelverde (Lombard: Castegnìn) là một đô thị ở tỉnh Cremona, vùng Lombardia của Italia, có vị trí cách khoảng 70 km về phía đông nam của Milan và khoảng 8 km về phía tây bắc của Cremona. Tại thời điểm ngày 31 tháng 12 năm 2004, đô thị này có dân số 5.153 người và diện tích là 30,9 km².
Castelverde giáp các đô thị: Casalbuttano ed Uniti, Cremona, Olmeneta, Paderno Ponchielli, Persico Dosimo, Pozzaglio ed Uniti, Sesto ed Uniti.